# Fonueha Planitia
La Fonueha Planitia è una struttura geologica della superficie di Venere.